# Beki Bondage
Beki Bondage, pseudonimo di Rebecca Louise Bond (Bristol, 3 giugno 1963), è una cantante, cantautrice e chitarrista britannica, meglio conosciuta come frontwoman del gruppo punk Vice Squad.

## Biografia
È apparsa sulla copertina di numerosi giornali musicali importanti come Melody Maker, NME, Smash Hits e Sounds.
Nel 1983 ha lasciato Vice Squad per formare la band Ligotage con Steve Roberts degli UK Subs. Le vendite del loro primo singolo "Crime and Passion" (1983, EMI) furono deludenti e il loro unico album, Forgive and Forget, fu pubblicato dall'etichetta indipendente Picasso Records.
Dopo l'uscita di due singoli da solista nel 1985, la Bondage ha formato The Bombshells (spesso pubblicizzati come "Beki & the Bombshells") nel 1986.
La band ha continuato a suonare nei club di Londra e nel circuito punk per molti anni.

## Nuova formazione
Nel 1998 ha riformato Vice Squad con una nuova formazione; la band continua a registrare e fare tour.
Ha anche pubblicato un album da solista di cover nel 2000 intitolato Cold Turkey.